# Keť
Keť (in ungherese Érsekkéty) è un comune della Slovacchia facente parte del distretto di Levice, nella regione di Nitra.